# آقاخان اعزازالسلطنه
آقاخان اعزازالسلطنه از سیاستمداران ایرانی بود، که در  دوره سوم بعنوان نماینده سنندج در مجلس شورای ملی حضور داشت.